# Geçitli (Karlıova)
Geçitli (kurd. Geylan) ist ein Dorf im Landkreis Karlıova der türkischen Provinz Bingöl. Geçitli liegt in Ostanatolien auf 1865 m über dem Meeresspiegel, ca. 23 km nordöstlich von Karlıova.
Der ursprüngliche Name lautet Geylan. Dieser Name ist beim Katasteramt registriert. Die Umbenennung zu Geçitli erfolgte vor 1962.
1985 lebten 401 Menschen in Geçitli. 2009 hatte die Ortschaft 453 Einwohner.